# Breze, Sofia
Breze (în bulgară Брезе) este un sat în comuna Svoghe, regiunea Sofia,  Bulgaria. 

## Demografie
Componența etnică a satului Breze
     Bulgari (96,44%)
     Nicio identificare (3,55%)
     Altele (0%)
La recensământul din 2011, populația satului Breze era de 197 locuitori. Din punct de vedere etnic, majoritatea locuitorilor (96,44%) erau bulgari. Pentru 3,55% din locuitori nu este cunoscută apartenența etnică.